# Ислам в Португалии

Тайфы около 1037 г.

Ислам был одной из значимых религий на территории современной Португалии в период между 711 и 1282 годами, когда земли к югу от р. Дору занимал созданный арабами Кордовский халифат.
Конечно, атлантическое побережье располагалось на периферии мусульманской Испании Аль-Андалус, но и здесь имелись центры мусульманской культуры и искусства. Среди них выделялся стратегически важный Олисипо (Лиссабон), который контролировали Афтасиды, создавшие Бадахосский эмират. На более исламизированном юге страны возникали и распадались эмираты Силвиш, Виртола, Фару, Уэльва и другие. Некоторое время ислам был престижной религией, потому что многие иберо-римляне переходили в ислам и даже использовали арабскую вязь для записи романской речи этого периода (мосарабский язык). Однако феодальная раздробленность (тайфа) и нарастание межэтнических противоречий постепенно привели к деградации страны и к её ослаблению по сравнению со стремительно развивающимся северным христианскими графством Португалия, усилившим давление на приходящий в упадок юг региона.
Реконкиста в Португалии завершилась к 1282 году, но мусульмане страны (мориски) по-прежнему проживали на юге страны; в отличие от Испании, они не были изгнаны и постепенно растворились в португальской народности. Мусульмане оставили значительные следы в жизни, быту, культуре, традициях современной Португалии.
Количество мусульман-иммигрантов новой волны в Португалии незначительно.